# نيل بوير
نيل بوير (بالإنجليزية: Neil Boyer)‏ هو زمّار أمريكي، ولد في 1940.